# Schlusslichtsalmler
Der Schlusslichtsalmler (Holopristis ocellifer, Synonym: Hemigrammus ocellifer), auch bekannt unter den Namen Augenflecksalmler, Fleckensalmler, Leuchtflecksalmler, (Falscher) Laternenträger und Laternensalmler, ist ein Süßwasserfisch, der im Amazonasbecken und in den drei Guayanas weit verbreitet vorkommt.

## Merkmale
Er erreicht eine maximale Körperlänge von 4,5 cm und hat eine gattungstypische, aber leicht hochrückige Gestalt. Männchen bleiben kleiner, sind schlanker und haben Häkchen an den ersten Flossenstrahlen der Afterflosse. Der Körper ist durchscheinend und zart bräunlich bis grünlich-gelb gefärbt. Hinter dem Kiemendeckel befindet sich ein schwarzer Fleck, der vorn und hinten golden eingefasst ist. Namensgebend für den Salmler ist ein rötlich-golden irisierender Fleck auf der oberen Schwanzwurzel. Darunter findet sich ein schwarzer Fleck. Der obere Teil der Iris ist rot. Die Flossen sind transparent, Rücken-, After- und Bauchflossen haben blauweiße Spitzen. Die im annähernd transparenten Körper sichtbare Schwimmblase ist beim Männchen spitzer. Bei den weiblichen Tieren wird sie teilweise verdeckt und erscheint dadurch abgerundet.
- Flossenformel: Dorsale 10–11, Anale 22–28.
- Schuppenformel: mLR 29–31, QR 5/3½, SL 6–8.

## Lebensweise
Schlusslichtsalmler leben in Gruppen ufernah in strömungsarmen Gewässern. Sie ernähren sich von kleinen Krebstieren, Insekten, Würmern und pflanzlichem Material. Sie laichen paarweise oder in Schwärmen mit einem Überschuss von Männchen. Ein Weibchen kann bis zu 500 Eier abgeben. Die Fischlarven schlüpfen nach etwa 30 Stunden und schwimmen nach etwa zwei bis drei Tagen frei.

## Systematik
Der Schlusslichtsalmler wurde 1882 durch den österreichischen Zoologen Franz Steindachner unter der Bezeichnung Tetragonopterus ocellifer erstmals wissenschaftlich beschrieben. 1903 führte der amerikanische Ichthyologe Carl Eigenmann die Gattung Holopristis ein, mit Tetragonopterus ocellifer als Typusart. Im Jahr 1959 synonymisierte der französische Ichthyologe Jacques Géry Holopristis mit Hemigrammus. Wie zahlreiche molekularbiologische Studien zeigten, ist die Gattung Hemigrammus jedoch kein Monophylum, sondern besteht aus verschiedenen Artengruppe, die einander nicht immer die nächsten Verwandten sind. Eine dieser Gruppen, die Hemigrammus ocellifer-Artengruppe, bekam im Zuge einer 2024 veröffentlichten Revision der „Echten Salmler“ deshalb den Rang einer eigenständigen Gattung. Als Gattungsname wurde die 1903 durch Eigenmann eingeführte Bezeichnung Holopristis revalidiert. Die korrekte wissenschaftliche Bezeichnung des Schlusslichtsalmlers ist jetzt also Holopristis ocellifer.

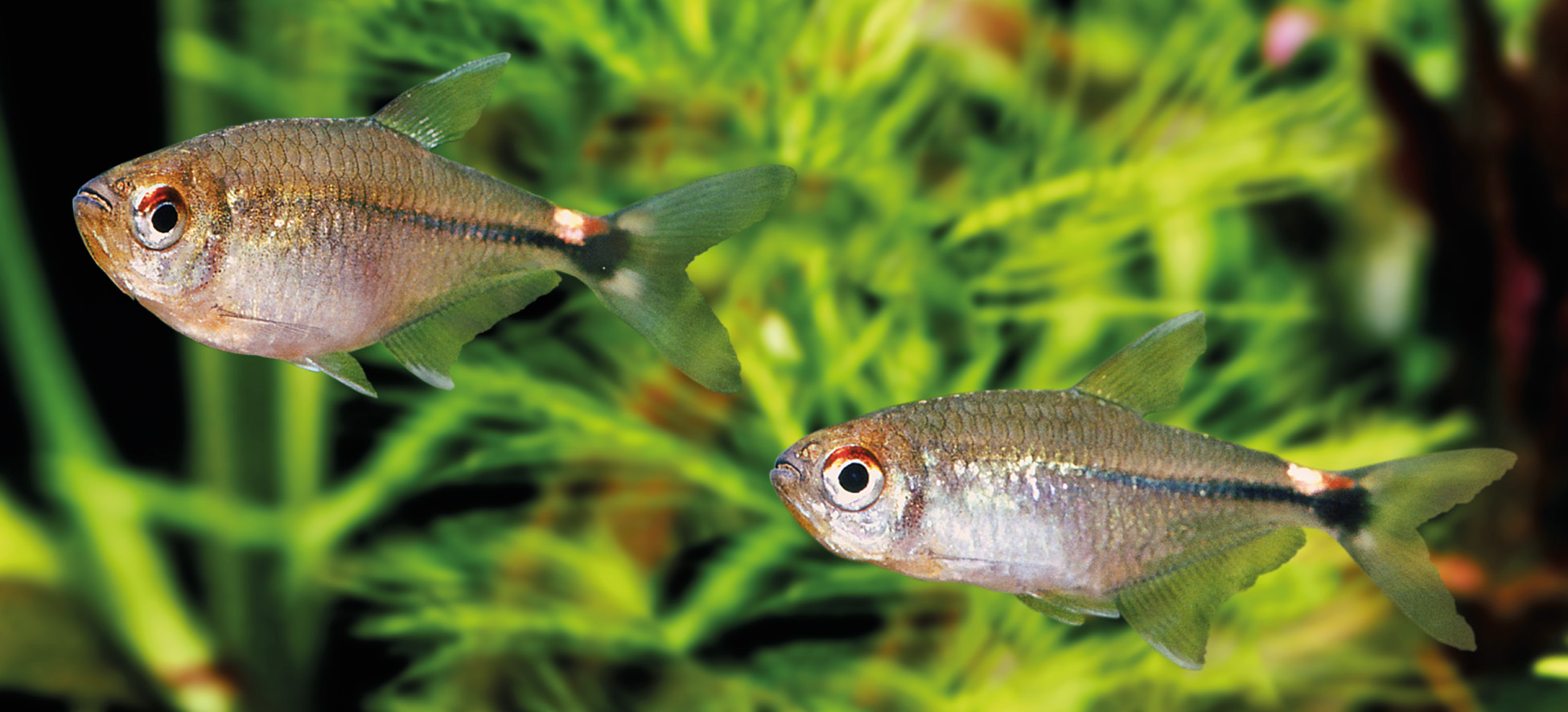
Holopristis falsus

1952 beschrieb der damalige Leiter der Fischbestimmungsstelle des Verbandes Deutscher Vereine für Aquarien- und Terrarienkunde Hermann Meinken eine aus der Aquaristik bekannte Form ohne den charakteristischen Schulterfleck als Unterart Hemigrammus ocellifer falsus. Die Unterart gilt heute als eigenständige Art (Holopristis falsus).

## Aquaristik

### Haltung und Pflege
Der Schlusslichtsalmler wurde 1910 erstmals zum Zweck der Aquarienhaltung importiert und gehört bis heute zum Standardangebot der Zoofachgeschäfte. Heute werden zumeist Nachzuchten vertrieben. Sie sind friedfertige Schwarmfische, die für Gesellschaftsbecken geeignet sind.

### Rechtsvorschrift in Österreich
In Österreich sind die Mindestanforderungen zur Haltung von Fischen in der Verordnung 486 im §7 und deren Anlage 5 definiert. Siehe dazu auch den Wikipedia-Eintrag Zierfische.
Speziell für Schlusslichtsalmler gilt zusätzlich: Es müssen mindestens 5 Tiere dieser Art gehalten werden und folgende Grenzwerte sind einzuhalten:
|                                  | Wert         | Anmerkung                         |
| -------------------------------- | ------------ | --------------------------------- |
| Mindestgröße des Aquariums       | 60 × 30 × 30 | Länge × Breite × Höhe in [cm]     |
| Bereich für die Wassertemperatur | 23 – 29      | Grad Celsius [°C]                 |
| Bereich für die Wasserhärte      | 0 – 15       | Grad deutscher Gesamthärte [⁰dGH] |
| Bereich pH-Wert                  | 5,0 – 8,0    | Säuregrad                         |
| Maximalwert Nitrat               | 50           | [mg/l]                            |